# Arthur Kulling
Arthur Kulling (* 27. Juni 1926 in Gevelsberg; † 18. September 2009) war ein deutscher Geiger, Konzertmeister, Klarinettist, Dirigent und Arrangeur.

## Leben und Wirken
Arthur Kulling erhielt ersten Unterricht in Violine und Klarinette erhielt er beim Großvater August Fischer. Danach folgte ein umfassendes Musikstudium an der Heeresmusikschule Bückeburg. Nach Kriegsende und anschließender russischer Gefangenschaft setzte Kulling sein Studium bei August Seidemann (Hagen), Willi Rullmann (Kassel), Willi Schweyda (Prag) fort. Es folgten Engagements im Städtischen Orchester Hagen, in der Hessischen Staatskapelle Kassel, im Philharmonischen Staatsorchester Bremen und ab 1957 im Staatsorchester Stuttgart. Dort war er ab 1961 stellvertretender Konzertmeister. 1972 gründete Kulling das des Alt-Wiener Strauss-Ensemble mit Mitgliedern des Staatsorchesters Stuttgart. Kulling gab Konzerte im In- und Ausland, wirkte an Rundfunkaufnahmen, Fernsehauftritte und Schallplatten-Einspielungen mit. Ab 1972 nahm er einen Lehrauftrag für Violine an der Staatlichen Hochschule für Musik und Darstellende Kunst in Stuttgart wahr. Von 1964 bis 1983 wirkte er im Orchester der Bayreuther Festspiele. Ab 1983 war Kulling musikalischer Leiter der Joke-Produktionen Land des Lächelns, Der Vetter aus Dingsda , Die Fledermaus, Eine Nacht in Venedig, Der Vogelhändler. 1991 war er Gastdirigent beim Orchester des Staatlichen Akademischen Theaters für Oper und Ballett in Nowosibirsk und bei den Stuttgarter Philharmonikern.
Von 1991 bis 2006 hatte er das Amt des ersten Vorsitzender der Deutschen Johann Strauss Gesellschaft inne und wurde im Juni 2002 für sein unermüdliches künstlerisches Engagement mit dem Bundesverdienstkreuz ausgezeichnet. Kulling starb unerwartet im Alter von 83 Jahren.